# Джейн Фостер (персонаж)
Джейн Фостер (англ. Jane Foster) — вигадана супергероїня в коміксах американського видавництва Marvel Comics. Персонажка була представлена як любовний інтерес супергероя Тора Одінсона, поки не стала самостійною супергероїнею. Створена сценаристами коміксів Стеном Лі та Ларрі Лібером та художником Джеком Кірбі. Вперше з'явилась у «Подорож у таємницю #84» (англ. «Journey into Mystery #84») (вересень 1962). Протягом багатьох років Фостер була медсестрою, яку найняв доктор Дональд Блейк (перше смертне тіло Тора на Землі), перш ніж самій стати лікарем. Пізніше з'ясувалося, що Джейн Фостер гідна підняти молот Тора — Мйольнір, коли скандинавський бог перестав бути гідним нього. У той період вона надягла на себе роль Громовиці (англ. Thor, кириліз.: Тор) й приєдналась до Месників. Перебування лікарки в ролі Тора закінчилось тим, що вона пожертвувала своїм життям, а роль Тора повернулася першому власнику. Але на тому історія жінки не закінчилась: під час сюжетної лінії «Війна царств» (англ. «The War of the Realms») Брунгільда та інші валькірії помирають, відтоді Джейн Фостер надягнула на себе мантію Валькірії і є нею по цей день.
Джейн Фостер також з'являлася в різних медіаадаптаціях коміксів про Тора. Наталі Портман зіграла цю героїню в фільмах Кіновсесвіту Marvel — «Тор» (2011), «Тор: Царство темряви» (2013), «Месники: Завершення» (2019) і «Тор: Кохання та грім» (2022), у якому Фостер стала Громовицею. Портман також озвучила свою героїню в мультсеріалі «А що як...?» (2021) про альтернативні реальності.

## Історія публікації
Джейн Фостер уперше з'явилася в Journey into Mystery #84 (вересень 1962) та була вигадана авторами сюжетів Стеном Лі, Ларрі Лібером та художником Джеком Кірбі. У перших двох появах вона була представлена як Джейн Нельсон, яка є любовним інтересом доктора Дональда Блейка (секретна оболонка норвезького бога грому Тора).

## Сили та здібності

### Громовиця
Коли Джейн Фостер володіє Мйольніром, вона отримує всі здібності, що є у Тора Одінсона, включаючи надлюдську силу, швидкість, витривалість і довговічність, політ і контроль над блискавками. Вона демонструє такий контроль над молотом, який не мав жоден її попередник: змінює траєкторію і швидкість польоту Мйольніра в середині кидка та обертає його навколо своїх ворогів, щоб зловити їх в пастку — таких здібностей не мав жоден Тор.

### Валькірія
У мантії Валькірії Джейн Фостер має власну зброю — Всеозброєння Ундраярн. Ця зброя може змінювати свою форму і перетворюватися в будь-яку зброю за бажанням хазяйки. Вона може стати мечем, висувною булавою або навіть крилами.

## В інших медіа

### Фільми
Наталі Портман зображує Джейн Фостер у фільмах Кіновсесвіту Marvel:
- Персонаж уперше з'являється у фільмі «Тор» (2011), де Джейн Фостер, стажистка Дарсі Льюїс і фізик Ерік Селвіґ проводять експерименти в віддаленому пустельному містечку Пуанте Антіґво в Нью-Мексико. Там вона зустрічає Тора, вигнаного на Землю, і вони починають закохуватися один в одного. Перед тим як Тор повертається в Асґард разом з Сіф та Трьома Воїнами, він обіцяє Фостер, що скоро повернеться до неї.
- У фільмі «Тор: Царство темряви» (2013) Фостер і Льюїс потрапляють на покинуту фабрику, де Джейн Фостер телепортується в інший вимір і поглинає Ефір, що змусило Тора віднести її в Асґард, де їй могли б допомогти. Тор, Локі та Джейн Фостер попадають у Свартальвгейм, де вони стикаються з Малекітом Проклятим та іншими темними ельфами. Там Джейн звільняється від Ефіру після того, як Локі обманом змусив Малекіта витягнути його з неї. Вона й Тор повертаються в Лондон через портал. Джейн знову зустрілася зі своїми колегами. З ними відправляється в Гринвіч, щоб допомогти Торові переправити ельфів в інший вимір. Пізніше вона возз'єднується з Тором, коли той повертається на Землю[6].
- Героїня згадується у фільмі «Тор: Раґнарок» (2017).
- Фостер з'являється у фільмі «Месники: Завершення» (2019) за допомогою архівних кадрів з віддаленої сцени фільму «Тор: Царство темряви» (2013)[7]. В альтернативній часовій шкалі Джейн Фостер з'являється в альтернативному 2013 році в Асґарді, де Ефір з неї витягнув Єнот Ракета.
- У майбутньому фільмі «Тор: Кохання та грім» (2022) Джейн візьме на себе роль Тора, коли буде хворіти на рак[8].

### Серіали
- Джейн Фостер з'явилась в епізоді «Колодязь» (англ. «The Well») серіалу «Агенти Щ.И.Т.», там вона була зображена в архівних кадрах з фільму «Тор: Царство темряви» (2013).

### Мультсеріали
- Джейн Фостер є персонажем другого плану в епізоді «Могутній Тор» (англ. «The Mighty Thor») у мультсеріалі «Супергерої Marvel» (англ. «The Marvel Super Heroes»), озвучена Вітою Ліндер[9].
- Джейн Фостер з'являється у мультсеріалі «Месники: Могутні герої Землі», озвучена Кері Волґрен. У цій версії вона не медсестра, а парамедик. Фостер дебютувала в епізоді «Могутній Тор» (англ. «The Mighty Thor»). У тій серії, вражений нею, Тор зазначив, що жінка володіє героїчним характером.
- Джейн Фостер та її форма Громовиця з'явились у мультсеріалі «Месники, всі разом» (англ. «Avengers Assemble»), озвучена Ерікою Ліндбек[10][11]. Спочатку Джейн з'явилась як стажистка з міжпросторових досліджень, які біли зірвані в результаті планів Лідера. Після того, як Месники були розкидані по часу й простору Зграєю, Фостер почала допомагати Новим Месникам у тому, щоб знайти кожного члена команди. Коли обидві групи борються з Потойбічним, її форма Тора руйнує Світ битви. Після загибелі Локі вона отримує зачаровану булаву та ім'я Громовиця.

#### Кіновсесвіт Marvel
- Версія Джейн Фостер в альтернативній часовій шкалі з'являється в епізоді «А що як... Тор — єдиний син?» (англ. «What If... Thor Were an Only Child?») мультсеріалу Disney+ «А що як...?» (2021)[12]. Джейн і Дарсі зустрічають Тора на вечірці, яку він влаштовує в Лас-Вегасі, Фостер швидко закохується в нього. Коли витівки Тора починають викликати вандалізм по всьому світу, вона звертається за допомогою в Щ.И.Т. і намагається знайти мирне розв'язання проблеми. Їй вдається зв'язатися з Геймдаллем, який відводить її до Фріґґи, щоб вона могла пояснити їй ситуацію. Після цього Тор запрошує Фостер на побачення, і вона погоджується. Також Джейн Фостер з'являється в фінальному епізоді першого сезону «А що як... Спостерігач порушив свою присягу?» (англ. «What If... the Watcher Broke His Oath?»), де вона обіймає Тора після його битви з Альтроном.

### Відеоігри
- Джейн Фостер та її образ Громовиці є ігровим персонажем в грі «Lego Marvel's Avengers», озвучена Елізабет Максвелл[13]
- Джейн Фостер та її образ Громовиці є ігровим персонажем в грі «Marvel Contest of Champions»[14]
- Джейн Фостер та її образ Громовиці є ігровим персонажем в грі «Marvel: Future Fight»
- Джейн Фостер в образі Тора є костюмом до Тора в грі «Marvel Heroes», озвучена Дженніфер Гейл[15]
- Джейн Фостер та її образ Громовиці є ігровим персонажем в грі «Marvel Avengers Alliance»
- Джейн Фостер та її образ Громовиці є ігровим персонажем в грі «Marvel Puzzle Quest»[16]
- Джейн Фостер та її образ Громовиці є ігровим персонажем в грі «Marvel Avengers Academy», озвучена Маріссою Ленті[17]
- Джейн Фостер та її образ Громовиці є ігровим персонажем в грі «Lego Marvel Super Heroes 2»[18]

## Додаткова література
- Джейн Фостер в Офіційний довідник Всесвіту Marvel '89[en] #3.

## Зовнішні посилання
- Сторінка про Докторку Джейн Фостер на сайті Comic Book DB
- Сторінка про Джейн Фостер на сайті Marvel Database [Архівовано 20 вересня 2020 у Wayback Machine.], Marvel Comics Вікіпедія